# Christian Schmid (Musiker)
Christian Schmid (* 1977 in Stuttgart) ist ein deutscher Chorleiter, Kirchenmusiker und Hochschullehrer sowie bis 2022 Domkapellmeister am Würzburger Dom St. Kilian.

## Leben und Wirken
Schmid studierte Dirigieren, Kirchenmusik und Instrumentalpädagogik an der Staatlichen Hochschule für Musik und Darstellende Kunst in Stuttgart u. a. bei Dieter Kurz, Jon Laukvik und Ludger Lohmann.
Es folgte 2007 die Berufung zum Domkantor an die Domkirche St. Eberhard in Stuttgart, der Konkathedrale der Diözese Rottenburg-Stuttgart, an der er bis 2013 tätig war. In dieser Funktion lag u. a. die Leitung der Domkapelle St. Eberhard, des Kammerchors der Dommusik in seinen Händen.
Von 2013 bis 2022 war er Domkapellmeister am Würzburger Dom. Dort leitete er den Würzburger Domchor, die Würzburger Domsingknaben, den Kammerchor am Würzburger Dom und das Vokalensemble am Würzburger Dom. Sein Nachfolger dort wurde Alexander Rüth
An der Staatlichen Hochschule für Musik und Darstellende Kunst in Stuttgart unterrichtete er von 2011 bis 2024 das Fach Chorleitung, an der Hochschule für Musik Würzburg Chorpädagogik und in der Oratorienklasse. Zudem vertrat er im Sommersemester 2016 an der Hochschule für Kirchenmusik in Rottenburg einen Teil der Professur für Chorleitung. 2018 wurde er durch die Rektorin der Musikhochschule Stuttgart zum Professor ernannt.
Im Jahr 2022 folgte er einem Ruf als Professor für Chorleitung an die Hochschule für Kirchenmusik der Diözese Rottenburg-Stuttgart. Seit 2024 unterrichtet er als Professor für Chorleitung an der Musikhochschule in Regensburg. Weitere Dozententätigkeiten führten ihn auch zu verschiedenen Chorverbänden.